# So che mi perdonerai
So che mi perdonerai è un album raccolta dei Nomadi del 1971.

## Il disco
Pubblicato solamente in formato musicassetta, l'album contiene dieci brani già presenti nell'album precedente, Mille e una sera, con l'aggiunta di due brani: Per quando è tardi, già pubblicato sull'album I Nomadi del 1968, e L'auto corre lontano (ma io corro da te), pubblicato come b-side di un singolo nel 1969.

## Tracce
1. Per quando è tardi   (3' 03")
2. Mille e una sera   (2' 59")
3. Ala bianca   (2' 41")
4. Beautiful day   (4' 50")
5. L'auto corre lontano (ma io corro da te)   (3' 00")
6. Il nome di lei   (2' 43")
7. So che mi perdonerai   (3' 17")
8. Non dimenticarti di me   (3' 21")
9. Un pugno di sabbia   (3' 03")
10. Vai via cosa vuoi   (2' 37")
11. Mai come lei nessuna   (4' 01")
12. Tutto passa   (2' 45")